# Incontro
Incontro — десятый студийный альбом итальянской певицы Патти Право, выпущенный 22 мая 1975 года на лейбле RCA Italiana.

## Об альбоме
Для этого альбома Право выбрала музыку композиторов, с которыми она уже имела возможность работать: Франческо Де Грегори («Mercato dei fiori»), Антонелло Вендитти («Le tue mani su di me»), Серджо Бардотти, Бруно Лауци («Roberto e l’aquilone»), Риккардо Дель Турко («Io grande io piccola»), а также авторов таких как Карла Вистарини («Eppure è amore», «Questo amore sbagliato») и Луиджи Лопес. Продюсером альбома стал итальянский певец Gepy & Gepy. Пластина была записана в сжатые сроки, буквально за три дня.

## Список композиций
| №  | Название                 | Автор(ы)                                                                           | Длительность |
| -- | ------------------------ | ---------------------------------------------------------------------------------- | ------------ |
| 1. | «Incontro»               | Джампреро Скаломна, Серджо Бардотти, Маурицио Фабрицио                             | 4:30         |
| 2. | «Mercato dei fiori»      | Франческо Де Грегори                                                               | 3:15         |
| 3. | «Questo amore sbagliato» | Карла Вистарини, Луиджи Лопес                                                      | 3:49         |
| 4. | «Stella cadente»         | Франка Эванджелисти, Фабио Массмо Кантини, Антонио Коджьо                          | 3:42         |
| 5. | «Rispondi»               | Джампреро Скаломна, Серджо Бардотти, Кристиано Минеллоно, Скотт Ингиш, Ричард Керр | 3:19         |

| №  | Название                          | Автор(ы)                                                                  | Длительность |
| -- | --------------------------------- | ------------------------------------------------------------------------- | ------------ |
| 1. | «Io grande io piccola»            | Джампреро Скаломна, Серджо Бардотти, Риккардо Бьянчи, Риккардо Дель Турко | 4:04         |
| 2. | «Roberto e l’aquilone»            | Бруно Лауци, Альберто Лукарелли, Сильвано Д’Ауриа                         | 4:36         |
| 3. | «Come un ponte sull’acqua che va» | Джампреро Скаломна, Серджо Бардотти, Джефф Линн                           | 3:03         |
| 4. | «Eppure è amore»                  | Карла Вистарини, Родольфо Бьянчи, Риккардо Дель Турко                     | 3:38         |
| 5. | «Le tue mani su di me»            | Антонелло Вендитти                                                        | 4:09         |

## Чарты

### Еженедельные чарты
| Чарт (1975)              | Высшая позиция |
| ------------------------ | -------------- |
| Италия (Musica e dischi) | 4              |

### Годовые чарты
| Чарт (1975)              | Позиция |
| ------------------------ | ------- |
| Италия (Musica e dischi) | 19      |